# 霫
霫，最早见于《隋书》，中國隋唐時期东北地区的古代民族，白鸟库吉考证其为南北朝时期的地豆于。对于霫与白霫的关系，学术界有同族说、异族说、同源异流说。

## 历史沿革
《旧唐书》称其为匈奴之別種，以狩獵、游牧為生。游牧於潢水（今西拉木倫河）以北、東接靺鞨，西至突厥，南至契丹，北與烏羅渾相接。地周二千里，四面有山，環繞其境。人多善射獵，好以赤皮為衣緣，婦人貴銅釧，衣襟上下懸小銅鈴，風俗略與契丹同。當時有都倫紇斤部落四萬戶，勝兵萬餘人。貞觀三年，其君長遣使貢方物。霫之地曾设立居延州（內蒙古赤峰一帶），最後後遷潢水以南，歸附於奚族。

## 部落领袖
被唐朝封为居延都督，赐姓李氏
- 李含珠
- 李厥都

## 混淆
霫并非白霫，《通典·北狄传》中霫与白霫分别立传。白霫属鐵勒十五部之一，白霫隨同鐵勒臣服於突厥。唐太宗擊敗東突厥和薛延陀之後，改歸附於唐朝安北都护府。欧阳修《新唐书·白霫传》中记载的白霫并非《通典·白霫传》中的白霫，而是《通典·霫传》中的霫，《新唐书·霫传》受《唐会要·霫㱡传》的影响，把霫与白霫合二为一，并杂糅《旧唐书·霫传》的内容，造成混淆。
647年，唐朝以其地為寘顏州，白霫族長封為刺史，轄區在今天蒙古國東方省一帶，後归属后突厥和回鹘汗国。回鹘汗国瓦解后部落溃散，白霫流向不得而知。